# Kanton Eyguières
Der Kanton Eyguières war bis 2015 ein französischer Wahlkreis im Département Bouches-du-Rhône und in der Region Provence-Alpes-Côte d’Azur. Er umfasste sieben Gemeinden im Arrondissement Arles; sein Hauptort (frz.: chef-lieu) war Eyguières. Die landesweiten Änderungen in der Zusammensetzung der Kantone brachten im März 2015 seine Auflösung.
Der Kanton war 208,86 km2 groß und hatte 23.673 Einwohner (Stand 2012).

## Gemeinden
| Gemeinde  | Einwohner (Stand: 2022) | Code postal | Code Insee |
| --------- | ----------------------- | ----------- | ---------- |
| Alleins   | 2833                    | 13980       | 13003      |
| Aureille  | 1537                    | 13930       | 13006      |
| Eyguières | 6915                    | 13430       | 13035      |
| Lamanon   | 2069                    | 13113       | 13049      |
| Mallemort | 6190                    | 13370       | 13053      |
| Mouriès   | 3471                    | 13890       | 13065      |
| Vernègues | 2158                    | 13116       | 13115      |